# 신경교육학
신경교육학은 신경 과학, 심리학 및 교육이 융합된 학제적 분야이다. 연구를 통해 교육과 교육 과정의 더 나은 방법을 만들 수 있다. 신경 교육 연구는 기억, 학습, 언어 및 인지 신경 과학과 관련된 기타 주제에 대한 결과를 사용하여 교육자에게 교수 및 학습을 위한 전략에 대해 알려준다. 특히 MRI를 비롯한 기술적 진보 덕분에 신경과학은 과학적 진보에서 상당한 위치를 차지할 수 있다. 이 학문은 또한 특정 학습 메커니즘이나 심지어 장기 또는 단기 기억이 있는 정보 저장 공간과 같은 기억의 기능을 더 잘 이해하는 것을 가능하게 만든다. 교육적 신경과학 연구의 목적은 교수법을 조정하여 학습을 향상시키기 위해 학습자의 뇌에서 일어나는 일(뇌에서의 상호작용)을 이해하는 것이다. 이 분야의 목표는 필요한 대뇌 회로의 활성화 덕분에 가장 효율적인 것을 선택하기 위해 교육 방법론과 대뇌 기능의 메커니즘을 비교하는 것이다.

## 어원
"신경 교육"이라는 단어는 두 가지 변형으로 구성된다. 첫 번째, "neuro"는 고대 그리스어 νεῦρον, neûron ("신경 이상"), 두 번째, "교육"은 라틴어 educatio ("번식, 교육")에서 유래했다.

## 신경과학과 교육: 사례

### 스포츠와 신경교육
지난 수십 년 동안 수많은 연구에서 운동이 학습에 도움이 될 수 있음을 보여주었다. Erickson이 수행한 중재 연구에서 증가된 신체 활동이 인지 테스트 점수를 높일 수 있음을 보여주었다. 120명의 건강한 성인을 두 그룹으로 나누었는데 한 그룹은 매우 가벼운 수준의 신체 활동을 했다. 예를 들어, 한 그룹은 스트레칭과 같은 활동을 1년 동안 하는 반면, 다른 그룹은 규칙적인 일과를 가졌다. 이 연구로 걸으면 해마의 부피가 커지고 기억력이 좋아진다는 사실이 밝혀졌다. 이 연구에 따르면, 아이들은 운동이 학교에서 증가하는 체육은 전두정두신경망과 관련이 있다. 또한 읽기와 수학 수행 모두에 의해 활성화된다.
Hillman의 연구에 따르면, 운동은 읽기와 수학 수행 모두에 의해 활성화되는 전두정두엽 네트워크와 관련이 있기 때문에 학교에서 체육을 증가시켜 학교 수행에서 이점을 얻을 수 있다. 게다가 일회성의 운동도 뇌에 영향을 줄 수 있다는 것이 알려졌는데, 운동은 즉시 도파민, 세로토닌 및 노르아드레날린 수치를 높여 학습효과를 극대화해 준다. 적어도 2시간 동안 지속될 수 있으며 기분과 집중력에 영향을 준다. 더 운동을 할수록 해마와 전두엽 피질이 더 커지고 강해진다. 이것 뇌의 이 두 영역이 인지에 가장 취약하기 때문에 노화를 느리게 하는데 매우 중요하다.
신체 활동은 생리적 상태를 변화시킬 수 있다. 생리학적 상태를 나타내는 U 곡선을 바탕으로 보면흐름과 영감 수준에서 더 나은 학업 성취를 기대할 수 있다. 친구들과 말다툼을 하는 것은 학생을 위협하고 불안하게 만들 수 있으며 플로우 수준에 도달하는 데 방해가 될 수 있다. 그러나 곡선의 상태는 약간의 연습과 운동을 통해 변경할 수 있으며 더 나아가 운동으로 인해 해마의 새로운 세포를 생성하는데 도움을 줄 수 있다.

##### 한국의 체육교육 문제점
걱정스럽게도 한국 아이들은 학업 성취에 대한 부담 때문에 학교에서 체육 활동을 제대로 하지 못한다는 보고가 있다. 운동 부족은 주로 십대의 엄청난 학습량에 기인한다. 한국 여학생의 90%, 남학생의 80%가 충분한 운동을 하지 않는다는 연구 결과가 밝혀져, 공부에 대한 압박감에 시달리는 학생들의 신체적 건강에 경각심을 불러일으키고 있다. 국립청소년정책연구원에 따르면 한국 학생들은 주당 49.43시간을 공부하며 OECD 평균보다 약 15시간 많다.
운동할 시간을 내는 학생들도 운동할 장소를 찾는 데 어려움을 겪는다. 한국교육개발원의 보고서에 따르면 한국 중학생이 운동할 수 있는 평균 공간은 일본 학생들에게 제공되는 공간의 약 3분의 1 수준이다.
대체적으로 한국 부모는 커리큘럼이 점점 어려워지면서 책상 앞에 앉아 책을 읽고 수학 문제를 푸는 데 더 많은 시간을 할애해야한다고 생각한다.

### 수면과 학습
지난 수십 년 동안 수많은 연구에서 수면이 학습에 매우 중요한 영향을 미친다는 사실이 밝혀졌다. 우리는 일생의 거의 30%를 잠으로 보내므로 수면은 비싸고 귀한 것으로 간주할 수 있다. 수면의 많은 기능이 아직 밝혀지지 않았다는 불확실성에도 불구하고 많은 연구에 따르면 정신 건강과 수면 문제가 밀접하게 연관되어 있음은 확실하다. Loomis가 EGG와 최면에 대해 수행한 실험에서 EEG 수면 단계가 4단계라는 것이 밝혀졌다.이 연구에 따르면 양질의 수면은 모든 수면 단계로 구성되며 주기적으로 번갈아 나타난다. 그러나 수면 상태가 좋지 않은 사람은 깊은 수면 단계와 빠른 안구 운동(REM) 수면 단계로 잠드는 데 어려움을 겪을 수 있다. 신생아는 하루 약 16시간 동안 잠을 자고 수면의 약 50%가 REM 수면인 반면에 나이가 들수록 깊은 잠을 자는 것이 점점 더 어려워진다.
Rasch과 Born의 연구에 따르면 느린 파장 수면(SWS)과 빠른 안구 운동(REM) 수면은 기억 기능에 시냅스 통합을 하기 때문에 매우 중요하다. SWS 수면 동안 장기 기억의 가장 중요한 부분인 해마에서 강력한 뇌활동이 일어난다. REM 수면과 기억 통합 사이의 연관성에 대한 강력한 증거는 아직 없지만 REM 수면이 뇌의 시냅스 통합과 관련이 있음은 확실하다고 본다.

##### 수면과 관련된 한국 교육의 문제점
숙면의 중요성에도 불구하고 수면의 본질적인 효과는 한국에서는 잘 알려지지 않은 것 같다. 한국의 대학입학고사인 수능을 준비하는 학생과 부모 사이에 “4당 5락”이라는 말이 있는데, 하루 4시간 자는 학생만 대학 입시에 합격할 수 있지만 5시간 이상 자는 사람은 합격할 수 없다는 뜻이다. 이는 신경과학의 관점에서 보면 말이 안 되는 것이 분명하지만, 안타깝게도 이 표현의 효과는 학생들 간의 치열한 경쟁으로 인해 한국 사회에서 여전히 관찰될 수 있다.

##### 수면과 관련된 흥미로운 연구
최근 연구에 따르면 수면이 기억력에 상당히 도움이 된다고 밝혀졌지만 1-2시간의 짧은 낮잠과 6분의 짧은 낮잠도 기억력 유지를 향상시킬 수 있다. 또한, 학습 당일에 자는 것이 더 유익하며, 학습 후 3시간 후에 자는 것이 특히 효과적이다.
Rasch의 연구에서 냄새와 학습에 대한 또 다른 흥미로운 연구가 있다. 학습과 수면 중에 동일한 냄새를 맡았던 학생들은 카드 위치를 더 잘 기억할 수 있었다. SWS 중에 동일한 냄새를 갖는 것이 기억 통합에 더 많은 영향을 미치는 것으로 밝혀졌다.

### 언어와 학습
언어는 학습에 결정적인 시기가 있다. 새로운 언어를 습득하는 기술은 나이가 들면서 감소한다. 아기와 어린이는 7세가 될 때까지 언어 학습에 천재라고 한다. 발달의 첫 번째 결정적 시기인 생후 첫 1년 동안 아기는 단어에서 전형적인 강세 패턴을 감지하고 통계적으로 배우려고 한다. 미러링을 통해 태어날 때 이미 의사 소통을 할 수 있다. 2009년 Mampe의 연구에 따르면 유아가 울 때 모국어 운율을 표현하므로 프랑스 아기와 독일 아기가 모국어에 따라 내는 소리의 주파수가 다르다는 사실이 밝혀졌다. 마찬가지로 생후 6개월 영아는 모든 언어의 소리를 구별할 수 있지만 성인은 모국어 소리만 구별하고 외국어 소리는 구별하지 못한다. 일본어는 영어만큼 'Ra'와 'La'의 차이가 중요하지 않기 때문에 미국 아기들은 일본 아기들보다 'Ra'와 'La' 소리를 구별하는 능력이 뛰어나다.  놀랍게도 아이는 생후 10개월이 되면 모국어의 건전한 발달을 준비하기 위해 다른 언어의 소리를 듣는 능력을 잃기 시작한다. Patricia의 연구에 따르면 아동기의 언어적 결정적 시기는 사회적, 정서적, 인지적 발달에 중요하다.

### 영양과 학습
혈당 수치가 너무 높거나 낮으면 증상을 유발할 수 있기 때문에 혈당 수치가 혈액에도 그대로 유지되는 것은 뇌에 매우 중요하다. 너무 낮으면 짜증나고 배고프고 집중하기 어려울 수 있다. 너무 높으면 사람들은 두통을 일으키고 집중에 어려움을 겪을 수 있다. 뇌는 에너지를 비축해 두지 않고 혈류에서 에너지를 얻어 혈당 수치를 균일하게 유지하기 때문에 신경 과학의 관점에서 더 잘 배울 수 있다. 이는 뇌 기능과 밀접하게 통합된 포도당 대사와 관련이 있다. 아침 식사를 하면 균형을 유지하는 데 도움이 된다. 또한 전분이 풍부한 식품은 다른 당이 풍부한 식품보다 혈당 수치를 더 잘 조절하는 데 도움이 된다. 학습 과제가 정신적으로 힘들고 기억력과 관련되어 있을 때 아이들이 아침 식사를 거르면 학습 성과가 낮다. 탄수화물과 단백질을 섭취하면 뇌에서 신경 전달 물질이 방출되기 때문에 식사는 학습에 영향을 미친다. 부적절한 영양은 학교에서 학습 능력에 영향을 미친다는 것이 학계의 보고이다.

### 음악과 학습
음악가와 비음악가의 뇌 구조는 다르다. Gaser와 Schlaug는 전문 음악가와 비 음악가의 뇌 구조를 비교 하여 운동, 청각 및 시각 공간 뇌 영역에서 회백질 부피 차이를 발견했다.  음악가와 음악가의 주 모터 회백질 용적 사이에 발견된 감각 영역, 전 운동 영역, 전방 우수한 정수리 영역과의 음악가의 지위와 회백질의 크기에 대한 강력한 연관성은 음악가의 뇌가 사용에 따라 구조적 변화를 보인다는 개념을 뒷받침한다. 여러 뇌 영역의 뚜렷한 차이로 인해 이러한 차이가 타고난 것 같지는 않지만 장기간의 습득과 음악적 기술의 반복적인 연습에 기인한다.
음악 활동은 청각 피질뿐만 아니라 기억과 학습에도 영향을 미친다. 쥐를 대상으로 한 연구에서 음악에 노출된 쥐가 미로 테스트를 수행하는 데 정확한 경향이 있는 것으로 나타났다. 또한, 그들은 피질, 해마 및 도파민에서 더 많은 신경 성장 인자를 가지고 있었다. 그 결과, 음악에 노출되지 않은 쥐보다 움직임을 더 잘 제어할 수 있었고 학습 동기가 더 높아졌다. Putkinen의 연구 결과에 따르면 청각 능력은 학령기에도 계속 발전할 수 있다. 또한 노래와 같은 음악적 활동을 통해 아이들이 과제에 집중할 수 있다. 음악가는 근육과 뇌 사이의 회백질이 더 발달되어 있기 때문에 음악 활동을 하지 않는 사람들보다 더 빠르고 더 많은 정보를 전달할 수 있다. 이것은 음악이 뇌 기능에 영향을 미친다는 것을 증명한다. 음악 교육은 음소 인식 및 외국어 발음과도 연관될 수 있다. 또한 보다 정확한 뇌간 반응을 제공하므로 학습 및 언어 발달에 문제가 있는 어린이에게 도움이 될 수 있다.

##### 한국의 음악교육의 문제점
힉생들에게 끼치는 음악의 중요성에도 불구하고 한국 학교에서 음악 활동을 할 기회가 충분하지 않다. 한국에서 학생들의 음악 공부 동기에 관한 연구에 따르면, 음악의 가치에 대한 학생들의 인식은 학교 수준에 따라 감소하는 것으로 나타났다. 학업 과목에서 학생의 성공에 대한 부모의 기대는 음악, 미술 및 체육과 같은 시험을 거치지 않은 과목에 대한 학생의 가치에 영향을 미친 결과이다. 한국 학생들은 초등학교에서 주당 2시간의 정규 음악 수업을 받는다. 그러나 학교에서의 음악교육은 대학 입시제도의 경쟁이 치열하기 때문에 다른 교과목에 비해 우선순위가 낮아 교사는 시험 관련 정보에 집중하는 경향이 있다.

## 과학적 학습 방법
최근 연구자들은 'neuromyths'으로 판명난 학습 스타일의 차이에 따른 학습 방법보다 개인의 차이에 관심을 갖게 됐다. 최근 연구에 따르면 연구 사이에 약간의 공백을 두고 각 수업의 정보를 검토하는 것이 학습에 더 효율적이다. 연습 시험을 보는 것도 학습에 도움이 될 수 있다. 또한 서로 다른 아이디어를 연결하여 함께 작동하는 방법을 설명할 수 있기 때문에 일이 어떻게 작동하고 왜 작동하는지 설명하는 것은 매우 좋은 방법이다.

## 참고 문헌
1. ↑  Masson, Steve (2012). “La neuroéducation : mieux comprendre le cerveau pour mieux enseigner”. 《Neuroeducation》 (프랑스어) 1 (1): 3–4. doi:10.24046/neuroed.20120101.3. ISSN 1929-1833. 2020년 4월 17일에 확인함.
2. ↑  Steve Masson; Grégoire Borst (2017). 《Méthodes et recherche en neuroéducation》 (프랑스어). Canada: Presses de l'Université de Québec. 330쪽. ISBN 978-2-7605-4846-6.
3. ↑  “neuro- — Wiktionnaire”. 《fr.wiktionary.org》. 2020년 4월 17일에 확인함.
4. ↑  “éducation — Wiktionnaire”. 《fr.wiktionary.org》. 2020년 4월 17일에 확인함.
5. ↑  Hillman, Charles H.; Erickson, Kirk I.; Kramer, Arthur F. (2008년 1월). “Be smart, exercise your heart: exercise effects on brain and cognition”. 《Nature Reviews Neuroscience》 9 (1): 58–65. doi:10.1038/nrn2298. ISSN 1471-003X.
6. ↑  Hillman, Charles H.; Erickson, Kirk I.; Kramer, Arthur F. (2008년 1월). “Be smart, exercise your heart: exercise effects on brain and cognition”. 《Nature Reviews Neuroscience》 9 (1): 58–65. doi:10.1038/nrn2298. ISSN 1471-003X.
7. ↑  Suzuki, Wendy. “The brain changing benefits of exercise”. Ted.
8. ↑  Huotilainen, Minna; Rankanen, Mimmu; Groth, Camilla; Seitamaa-Hakkarainen, Pirita; Mäkelä, Maarit (2018년 2월 12일). “Why our brains love arts and crafts”. 《FormAkademisk - forskningstidsskrift for design og designdidaktikk》 11 (2). doi:10.7577/formakademisk.1908. ISSN 1890-9515.
9. ↑  Min-sik, Yoon (2014년 10월 22일). “9 in 10 female students don’t exercise enough” (영어). 2021년 9월 15일에 확인함.
10. ↑  Diekelmann, Susanne; Born, Jan (2010년 2월). “The memory function of sleep”. 《Nature Reviews Neuroscience》 (영어) 11 (2): 114–126. doi:10.1038/nrn2762. ISSN 1471-0048.
11. ↑  Davis, H.; Davis, P. A.; Loomis, A. L.; Harvey, E. N.; Hobart, G. (1937년 11월 12일). “Changes in Human Brain Potentials During the Onset of Sleep”. 《Science》 (영어). doi:10.1126/science.86.2237.448.
12. ↑  Diekelmann, Susanne; Born, Jan (2010년 2월). “The memory function of sleep”. 《Nature Reviews Neuroscience》 (영어) 11 (2): 114–126. doi:10.1038/nrn2762. ISSN 1471-0048.
13. ↑  “The smartest kids in the world: and how they got that way”. 《Choice Reviews Online》 51 (09): 51–5153-51-5153. 2014년 4월 22일. doi:10.5860/choice.51-5153. ISSN 0009-4978.
14. ↑  KH디지털2 (2014년 2월 18일). “Korean students sleep just 5.5 hours a day: survey” (영어). 2021년 9월 15일에 확인함.
15. ↑  Rasch, B.; Buchel, C.; Gais, S.; Born, J. (2007년 3월 9일). “Odor Cues During Slow-Wave Sleep Prompt Declarative Memory Consolidation”. 《Science》 (영어) 315 (5817): 1426–1429. doi:10.1126/science.1138581. ISSN 0036-8075.
16. ↑  “Patricia Kuhl: The linguistic genius of babies”. 2010. 2021년 9월 11일에 확인함.
17. ↑  Mampe, Birgit; Friederici, Angela D.; Christophe, Anne; Wermke, Kathleen (2009년 12월 15일). “Newborns' Cry Melody Is Shaped by Their Native Language”. 《Current Biology》 (영어) 19 (23): 1994–1997. doi:10.1016/j.cub.2009.09.064. ISSN 0960-9822. PMID 19896378.
18. ↑  Mergenthaler, Philipp; Lindauer, Ute; Dienel, Gerald A.; Meisel, Andreas (2013년 10월 1일). “Sugar for the brain: the role of glucose in physiological and pathological brain function”. 《Trends in Neurosciences》 (영어) 36 (10): 587–597. doi:10.1016/j.tins.2013.07.001. ISSN 0166-2236. PMID 23968694.
19. ↑  Bellisle, France (2004년 10월). “Effects of diet on behaviour and cognition in children”. 《British Journal of Nutrition》 92 (S2): S227–S232. doi:10.1079/bjn20041171. ISSN 0007-1145.
20. ↑  Gaser, Christian; Schlaug, Gottfried (2003년 10월 8일). “Brain Structures Differ between Musicians and Non-Musicians”. 《Journal of Neuroscience》 23 (27): 9240–9245.
21. ↑  Vesa., Putkinen, (2014). 《Musical activities and the development of neural sound discrimination》. Univ. of Helsinki. ISBN 978-952-10-9739-3.
22. ↑  Särkämö, Teppo; Sihvonen, Aleksi J. (2018년 12월). “Golden oldies and silver brains: Deficits, preservation, learning, and rehabilitation effects of music in ageing-related neurological disorders”. 《Cortex; a Journal Devoted to the Study of the Nervous System and Behavior》 109: 104–123. doi:10.1016/j.cortex.2018.08.034. ISSN 1973-8102. PMID 30312779.
23. ↑  Seog, Moonjoo; Hendricks, Karin S.; González-Moreno, Patricia A. (2011년 6월). “Students’ motivation to study music: The South Korean context”. 《Research Studies in Music Education》 33 (1): 89–104. doi:10.1177/1321103x11400514. ISSN 1321-103X.
24. ↑  Benjamin, Aaron S. (2009). “What Makes Distributed Practice Effective?”. 2021년 9월 15일에 확인함.
25. ↑  《THE PSYCHOLOGY OF LEARNING AND MOTIVATION: Cognition in Education》. Elsevier. 2011. i–iii쪽.
26. ↑  Wong, Bernice Y. L. (1985년 6월). “Self-Questioning Instructional Research: A Review”. 《Review of Educational Research》 55 (2): 227–268. doi:10.3102/00346543055002227. ISSN 0034-6543.